# Doriopsilla nigrocera
Doriopsilla nigrocera is een slakkensoort uit de familie van de Dendrodorididae. De wetenschappelijke naam van de soort is voor het eerst geldig gepubliceerd in 2012 door Yonow.